# 9790 Deipyrus
9790 Deipyrus è un asteroide troiano di Giove del campo greco. Scoperto nel 1995, presenta un'orbita caratterizzata da un semiasse maggiore pari a 5,2425288 au e da un'eccentricità di 0,0559921, inclinata di 5,91780° rispetto all'eclittica.
L'asteroide è dedicato a Deipiro, una delle sette sentinelle dello schieramento greco.